# Eddie Kaye Thomas
Eddie Kaye Thomas (nascido em 31 de outubro de 1980) é um ator americano de cinema, televisão e palco que passou a proeminência em 1999 como Paul Finch em American Pie, filme que deu origem a duas sequelas e spin-offs. Atuou em um episódio da sétima temporada de CSI e é conhecido também por interpretar Dr. Tobias "Toby" Curtis na série americana Scorpion.

## Filmografia
- Nick and Norahs infinite playlist
- Major Payne (1995)
- Illtown (1996)
- Mr. Jealousy (1997)
- The Rage: Carrie 2 (1999)
- American Pie (1999)
- Black and White (1999)
- Arquivo X episódio Requiem da sétima temporada (2000)
- Drop Back Ten (2000)
- More Dogs Than Bones (2000)
- Freddy Got Fingered (2001)
- American Pie 2 (2001)
- Stolen Summer (2002)
- Taboo (2002)
- Sweet Friggin' Daisies (2002)
- American Wedding (2003)
- Winter Break (2003)
- Harold & Kumar Go to White Castle (2004)
- Farewell Bender (2005)
- Dirty Love (2005)
- Kettle of Fish (2005)
- Neo Ned (2005)
- Wasted (2006)
- On the Road with Judas (2006)
- Fifty Pills (2006)
- Blind Dating (2006)
- Venus & Vegas (2007)
- Harold & Kumar Escape from Guantanamo Bay (2008)
- Nick and Norah's Infinite Playlist (2008)
- Nature of the Beast (2008) (ABC Family Movie)
- A Very Harold and Kumar Christmas (2011)
- American Reunion (2012)
- Code Name (2012)
- Scorpion (2014 - 2017)
- This is us (2018)